# Lauren Cuthbertson
Lauren Louise Cuthbertson (Devon, 11 giugno 1984) è una ballerina britannica, ballerina principale del Royal Ballet di Londra dal 2008 al 2024 e successivamente principal guest artist della compagnia.

## Biografia
Lauren Cuthbertson è nata nel Devon nel 1984 e ha iniziato a studiare danza in una scuola di danza locale gestita da Pamela De Waal. A undici anni è stata ammessa alla Royal Ballet School di Londra, dova ha continuato a studiare fino al diploma, conseguito all'età di diciassette anni. Nel 2002 è stata scritturata come ballerina di fila del Royal Ballet e ha scalato rapidamente i ranghi della compagnia: nel 2003 è stata promossa a solista, nel 2006 a prima solista e nel 2008 è stata proclamata prima ballerina della compagnia.
Nel 2011, il Royal Ballet ha presentato il suo primo balletto originale in tre atti in 16 anni, Le avventure di Alice nel Paese delle Meraviglie di Christopher Wheeldon, e Cuthbertson ha danzato nel ruolo di Alice in occasione della prima mondiale del balletto. Negli anni seguenti ha danzato in altre due prime mondiali al Covent Garden: in quella di The Winter's Tale di Wheeldon, in cui è stata la prima interprete del ruolo di Ermione nel 2014, e nella prima di The Cellist di Cathy Marston, in cui ha danzato per prima nel ruolo di Jacqueline du Pré nel 2020.
In aggiunta a nuove opere, Cuthbertson ha danzato in molti dei grandi ruoli femminili del repertorio classico, neo-classico, romantico e contemporaneo, tra cui Giulietta in Romeo e Giulietta (MacMillan), Natalia Petrovna in A Month in the Country (Ashton), Giselle in Giselle (Wright), Aurora ne La bella addormentata (Petipa), Odette e Odile ne Il lago dei cigni (Dowell; Scarlett), Manon in Manon (MacMillan), la Fata Confetto ne Lo schiaccianoci (Wright), Sylvia in Sylvia (Ashton), l'eponima protagonista ne L'uccello di fuoco (Fokine), Diamanti in Jewels (Balanchine), la Fanciulla in Il pomeriggio di un fauno (Robbins), Maria Vetsera in Mayerling (MacMillan), Marguerite in Marguerite and Armand (Ashton), Nikiya ne La Bayadère (Makarova), Kitri in Don Chisciotte (Petipa/Nureev) ed Ermione ne Il racconti d'inverno (Wheeldon).

Nel corso della sua carriera ha danzato come prima ballerina ospite con il Balletto Mariinskij in Sylvia (2018), Marguerite and Armand (2019) e La bella addormentata (2020); sulle scene italiane ha danzato come Odette/Odile nella ripresa di Wheeldon de Il lago dei cigni al Teatro dell'Opera di Roma accanto al collega del Royal Ballet Federico Bonelli (2016) e come Fata Confetto ne Lo schiaccianoci di Giuseppe Piccone al Teatro di San Carlo (2019).

## Vita privata
Cuthbertson ha due figlie: Peggy, nata nel 2020, e Dorothy, nata nel 2023.

## Premi
- Premio Donne del Futuro per Arte e Cultura 2007
- Varna International Ballet Competition (Argento) 2006
- Critics Circle Award, miglior artista classica nominata per il Southwark Newcomer Award 2004
- Premio Adeline Genée (Argento) 2001
- Giovane ballerina britannica dell'anno 2001
- Premio Dame Ninette de Valois 2001-2002
- Phyllis Bedell's Bursary Award 2000
- Premio Lynn Seymour per Expressive Dance 2000
- Young British Dancer of the Year (Argento) 2000